# Austrochorema intorquatum
Austrochorema intorquatum là một loài Trichoptera thuộc họ Hydrobiosidae. Chúng phân bố ở miền Australasia.